# 眩耀弱蛛
眩耀弱蛛（学名：Leptoneta speciosa）为弱蛛科弱蛛属的动物。分布于日本以及中国大陆的浙江等地。该物种的模式产地在日本。
其种加词“speciosa”意为“外表美丽的”。